# Archibald Alison, 2:e baronet
Archibald Alison, 2:e baronet, född 21 februari 1826, död 5 februari 1907, var en brittisk (skotsk) general i Brittiska armén.
Archibald Alison deltog i Krimkriget, följde 1857 lord Clyde till Indien, kommenderade i Ashantikriget de europeiska regementerna och 1882-83 den engelska ockupationshären i Egypten.
Archibald Alison var son till historikern sir Archibald Alison.